# Aphonopelma seemanni
Aphonopelma seemanni е вид Тарантула от род Aphonopelma. Обитава голяма част от западна Коста Рика, както и други части на Централна Америка, като Гватемала, Хондурас и Никарагуа. Тя е черна с бели ивици в близост до ставите. Живеят в откритите полусухи ливади и пасища на Коста Рика, и се намират в големи струпвания.
На размер може да нарасне до около 10 – 13 cm. Женските индивиди могат да живеят до 20 години, а мъжките до 5. Диетата им се състои от много насекоми, като хлебарки и щурци.